# Roman Málek
Roman Málek (* 25. September 1977 in Prag, Tschechoslowakei) ist ein ehemaliger tschechischer Eishockeytorwart, der über viele Jahre beim HC Slavia Prag, HC Plzeň 1929 und HC Vítkovice Steel in der tschechischen Extraliga aktiv war. Seit 2015 ist er Torwarttrainer bei Slavia Prag.

## Karriere
Roman Málek begann seine Karriere als Eishockeyspieler in seiner Heimatstadt bei den Bohemians Prag und dem  I. ČLTK Prag. Später wechselte er in die Nachwuchsabteilung des HC Slavia Prag, mit dessen Juniorenteam er die tschechische Meisterschaft gewann. In der Saison 1996/97 gab er sein Debüt für Slavia in der Extraliga gab. In den folgenden Jahren wurde er Stammtorwart bei Slavia Prag, während er bis 2000 parallel für den HC Berounští Medvědi in der 1. Liga, der zweiten tschechischen Spielklasse, zum Einsatz kam. In der Saison 2000/01 konnte er sich erstmals landesweit in Szene setzen und wies in der Hauptrunde mit 93,5 Prozent die beste Fangquote der Liga auf und wurde zum Torwart des Jahres der Extraliga gewählt. In der Saison 2002/03 führte er Slavia Prag zum Gewinn des tschechischen Meistertitels. In der Hauptrunde wies er mit 94,8 Prozent die beste Fangquote und mit 1,62 den geringsten Gegentorschnitt aller Torhüter der Extraliga auf. In den Playoffs konnte er sich bei seinen 17 Einsätzen noch einmal auf eine Fangquote von 95,4 Prozent steigern und seinen Gegentorschnitt auf 1,58 pro Spiel senken. Dafür wurde er als wertvollster Spieler der Playoffs ausgezeichnet. Im Anschluss an die Saison wurde er darüber hinaus zum Spieler und Torwart des Jahres der Extraliga gewählt.
Nachdem Málek die Saison 2003/04 bei Slavia Prag begonnen hatte, beendete er sie beim HC Plzeň, mit dem er erst im Playoff-Halbfinale am späteren Meister HC Zlín scheiterte. Zur folgenden Spielzeit wechselte der Tscheche zum HK Metallurg Magnitogorsk aus der russischen Superliga. Auch dort konnte er mit einem Gegentorschnitt von 2,06 pro Spiel bei seinen 16 Einsätzen überzeugen, kehrte jedoch bereits zur Saisonmitte nach Tschechien zurück, wo er die Spielzeit beim HC Energie Karlovy Vary beendete. Mit dem HC Energie verpasste er trotz eines Gegentorschnitts von 1,97 und einer Fangquote von 94,2 Prozent am Saisonende die Playoffs. Von 2005 bis 2009 stand er erneut beim HC Plzeň unter Vertrag, wobei er in der Saison 2005/06 vor allem in den Playoffs beim Zweitligisten HC Slovan Ústí nad Labem aushalf. In der Saison 2009/10 war er als Leihspieler für MODO Hockey in der schwedischen Elitserien aktiv, für die folgende Spielzeit wurde er von Plzeň an dessen Ligarivalen HC Vítkovice Steel verliehen.
Aufgrund der gezeigten Leistungen in der Saison 2010/11 erhielt Málek im März 2011 einen Vertrag über zwei Jahre Laufzeit beim HC Vítkovice Steel. In diesen zwei Spieljahren war er Stammtorhüter der Stahlstädter und überzeugte durch gute bis sehr gute statistische Werte. In der Saison 2013/14 bekam er teamintern Konkurrenz durch zwei junge Torhüter, die deutlich besser spielten, so dass er im Januar 2014 an den HC Sparta Prag ausgeliehen wurde. Für Sparta absolvierte er jedoch nur zwei Partien in der Extraliga, kehrte am Saisonende nach Vítkovice  zurück und wurde im Oktober des gleichen Jahres abermals verliehen, diesmal an den BK Mladá Boleslav. Für Mladá Boleslav kam er in der Folge sechsmal zum Einsatz, ehe er seine Karriere in Oktober 2015 beendete.
Seit 2015 ist Málek Torwarttrainer der Junioren und des Profiteams des HC Slavia Prag.

### International
Für Tschechien nahm Málek an der Weltmeisterschaft 2003 teil. Zudem stand er 2003, 2004, 2007 und 2008 im Aufgebot seines Landes bei der Euro Hockey Tour.

## Erfolge und Auszeichnungen
| - 2001 Extraliga-Torwart des Jahres - 2001 Beste Fangquote der Extraliga - 2003 Tschechischer Meister mit dem HC Slavia Prag - 2003 Extraliga-Spieler des Jahres - 2003 Extraliga-Torwart des Jahres | - 2003 Beste Fangquote der Extraliga - 2003 Niedrigster Gegentorschnitt der Extraliga - 2003 MVP der Extraliga-Playoffs - 2011 Tschechischer Vizemeister mit dem HC Vítkovice Steel - 2011 All-Star-Team des Spengler Cup |